# Chinocze
Chinocze, do 1928 r. Chinocz (ukr. Хиночі, Chynoczi) – wieś na Ukrainie, w obwodzie rówieńskim, w rejonie waraskim, w hromadzie Włodzimierzec. W 2001 liczyła 961 mieszkańców, spośród których 960 wskazało jako ojczysty język ukraiński, a 1 rosyjski.
W okresie międzywojennym wieś znajdowała się w granicach II RP, wchodząc w skład gminy Włodzimierzec w powiecie sarneńskim, w województwie wołyńskim.